# Енес
Енес (фр. Eynesse) насеље је и општина у југозападној Француској у региону Аквитанија, у департману Жиронда која припада префектури Либурн.
По подацима из 2011. године у општини је живело 582 становника, а густина насељености је износила 76,68 становника/km². Општина се простире на површини од 7,59 km². Налази се на средњој надморској висини од 10 метара (максималној 111 m, а минималној 8 m).

## Демографија
| 1962. | 1968. | 1975. | 1982. | 1990. | 1999. | 2011. |
| ----- | ----- | ----- | ----- | ----- | ----- | ----- |
| 575   | 577   | 542   | 512   | 526   | 477   | 582   |

График промене броја становника у току последњих година